# Forces terrestres de la République slovaque
Les forces terrestres slovaques (slovaque : Pozemné sily Slovenskej republiky ), également connue sous le nom d'armée slovaque, sont les forces terrestres des forces armées slovaques.

## Structure

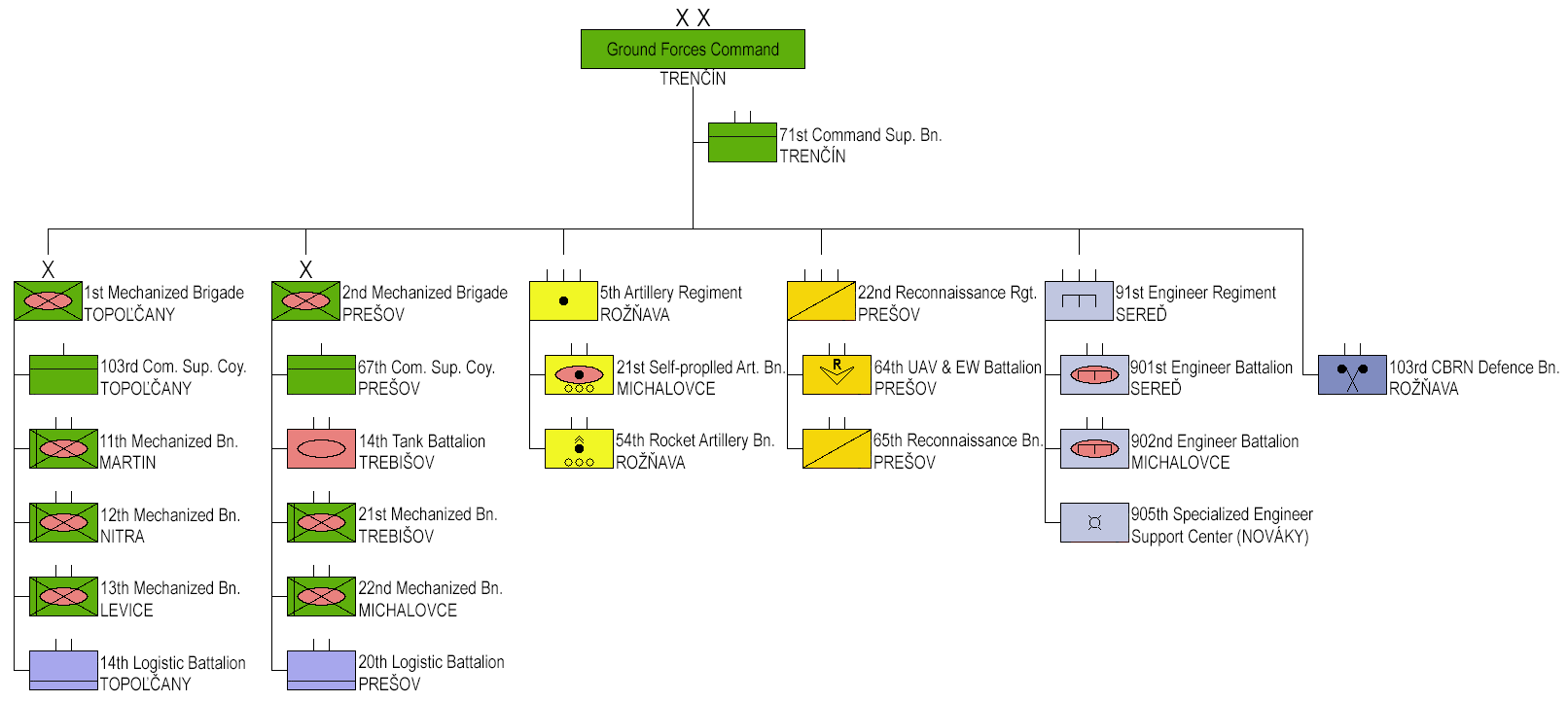
Organisation des forces terrestres slovaques en 2024

### Commandement des forces terrestres
- Commandement des forces terrestres, à Trenčín (commandant : général 2 étoiles)[1]
  - 71e bataillon de soutien au commandement, à Trenčín[2]
  - 103e bataillon de défense nucléaire, biologique et chimique, à Rožňava[3]
  - 65e bataillon de reconnaissance, à Prešov[4]

### 1ère brigade mécanisée

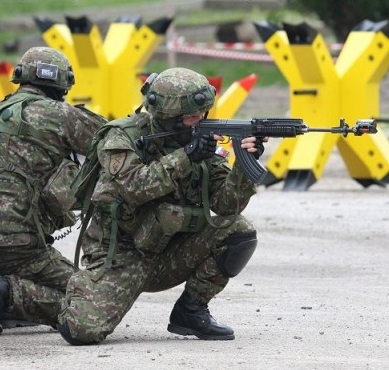
Soldats du 13e bataillon mécanisé

- 1re brigade mécanisée, à Topoľčany (commandant : général 1 étoile)[5]
  - 103e compagnie de soutien au commandement, à Topoľčany[6]
  - 11e bataillon mécanisé, à Martin équipé de BVP-2[7]
  - 12e bataillon mécanisé, à Nitra équipé de BVP-2[8]
  - 13e bataillon mécanisé, à Levice équipé de BVP-2[9]
    - Quartier général
    - 1ère Entreprise Mécanisée
    - 2ème Compagnie Mécanisée
    - 3e compagnie mécanisée[10]
      - 1er peloton mécanisé
      - 1er peloton mécanisé
      - 1er peloton mécanisé
      - Peloton d'appui-feu

    - Compagnie d'appui-feu
      - Peloton de mortiers
      - Peloton antichar
      - Peloton de reconnaissance

    - Compagnie de soutien au combat
      - Peloton du QG
      - Peloton de maintenance
      - Peloton de ravitaillement

    - Poste de secours du bataillon

  - 14e bataillon logistique, à Topoľčany[11]

### 2e brigade mécanisée
- 2e brigade mécanisée, à Prešov (commandant : général 1 étoile)[12]
  - 67e compagnie de soutien au commandement, à Prešov[13]
  - 14e bataillon de chars, à Trebišov équipé de T-72M1[14]
  - 21e bataillon mécanisé, à Trebišov équipé de BVP-1[15]
  - 22e bataillon mécanisé, à Michalovce équipé de BVP-1[16]
  - 20e bataillon logistique, à Prešov[17]

### 5e régiment d'artillerie
- 5e régiment d'artillerie , à Rožňava (Commandant : Colonel)[18]
  - 21e bataillon d'artillerie automotrice, à Michalovce[19]
    - Batterie du QG[20]
      - peloton de QG
      - Peloton FDC
      - Peloton de maintenance
      - Peloton de ravitaillement

    - Batterie d'acquisition de cible[21]
      - Peloton d'observateurs avancé
      - Peloton d'acquisition de cibles

    - 1ère batterie de tir[22]
    - 2e batterie de tir[23]
    - 3e batterie de tir[24]
      - PEloton QG
        - Section FDC
        - Section des munitions

      - 1er peloton de tir
      - 2e peloton de tir
        - 2x section de tir

    - Point d'aide du bataillon[25]

  - 54e bataillon de lance-roquettes, à Rožňava[26]
  - 56e bataillon antichar, à Rožňava[27]

### 91e régiment du génie
- 91e Régiment du Génie, à Sereď (Commandant : Colonel)[28]
  - 901e bataillon du génie, à Sereď
  - 902e bataillon du génie, à Michalovce
  - 905e Centre de soutien aux ingénieurs spécialisés, à Nováky[29]

### Base de formation et de mobilisation
- Base de Formation et de Mobilisation, à Martin

## Équipement
Liste des équipements de l'armée de terre Slovaque :
| Modèle                                  | Type               | Origine                     | Quantité en 2024 | Notes                                                                                     |
| --------------------------------------- | ------------------ | --------------------------- | ---------------- | ----------------------------------------------------------------------------------------- |
| Char de combat principal                | Leopard 2A4        | Allemagne                   | 6                | 15 véhicules vont être livrés par l'Allemagne en échange des T-72                         |
| Char de combat principal                | T-72M              | Union soviétique            | 30               | Livraison prévue de 30 chars à l'Ukraine mais la livraison a été annulée en octobre 2023. |
| Véhicule de reconnaissance              | BPsVI (sk)         | Tchécoslovaquie             | 18               |                                                                                           |
| Véhicule de combat d'infanterie         | BMP-1              | Union soviétique            | 108              |                                                                                           |
| Véhicule de combat d'infanterie         | BMP-2              | Union soviétique            | 91               |                                                                                           |
| Véhicule de combat d'infanterie         | BVP-M              | Yougoslavie                 | 17               |                                                                                           |
| Véhicule blindé de transport de troupes | OT-90              | Tchécoslovaquie             | 72               |                                                                                           |
| Véhicule blindé de transport de troupes | OT-64              | Tchécoslovaquie             | 7                |                                                                                           |
| Véhicule blindé de transport de troupes | Tatrapan (en)      | Slovaquie                   | 15               |                                                                                           |
| Véhicule blindé léger                   | RG-32 Scout        | Afrique du Sud / États-Unis | 7                |                                                                                           |
| Véhicule blindé léger                   | Iveco VTLM         | Italie                      | N/C              |                                                                                           |
| Véhicule du génie                       |                    |                             |                  |                                                                                           |
| Char de dépannage                       | VT-55A             | Tchécoslovaquie             | N/C              |                                                                                           |
| Char de dépannage                       | VT-72B             | Union soviétique            | N/C              |                                                                                           |
| Char de dépannage                       | WPT-TOPAS          | Pologne / Tchécoslovaquie   | N/C              |                                                                                           |
| Poseur de ponts                         | MT-55              | Tchécoslovaquie             | N/C              |                                                                                           |
| Poseur de ponts                         | AM 50 (en)         | Tchécoslovaquie             | N/C              |                                                                                           |
| Véhicule de déminage                    | Bozena             | Slovaquie                   | N/C              |                                                                                           |
| Pelle mécanique anti mines              | UOS-155 Belarty    | Slovaquie                   | N/C              |                                                                                           |
| Artillerie                              |                    |                             |                  |                                                                                           |
| Obusier automoteur                      | M-77 Dana          | Slovaquie                   | 3                |                                                                                           |
| Obusier automoteur                      | M-2000 Zuzana (en) | Slovaquie                   | 27               |                                                                                           |
| Obusier automoteur                      | Zuzana-2 (en)      | Slovaquie                   | 11               |                                                                                           |
| Lance-roquettes multiple                | RM-70              | Tchécoslovaquie             | 4                |                                                                                           |
| Lance-roquettes multiple                | RM-70/85           | Tchécoslovaquie             | 26               |                                                                                           |